# Ministre d'Agricultura, Alimentació i Medi Marítim

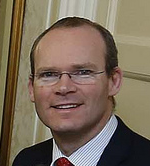
Simon Coveney, titular actual

El Ministre d'Agriculture, Alimentació i Medi Marítim (gaèlic irlandès An tAire Talmhaíochta, Bia agus Mara) és el principal ministre del Departament d'Agricultura, Alimentació i Medi Marítim del Govern d'Irlanda. Històricament, la cartera d'agricultura ha passat per una sèrie de denominacions; el titular ha optat sovint pel simple títol de ministre d'Agricultura.
L'actual ministre d'Agricultura, Alimentació i Medi Marítim és Simon Coveney, TD. Està assistit per:
- Tom Hayes - Ministre d'Estat d'Alimentació, Horticultura i Seguretat Alimentària

## Descripció
Les funcions del Departament són:
- Assessorament sobre polítiques i desenvolupament a totes les àrees responsabilitat dels departaments
- Representació internacional, especialment a la Unió Europea i les negociacions nacionals;
- Desenvolupament i implementació dels plans nacionals i de la UE en suport de l'agricultura, l'alimentació, la pesca, la silvicultura i el desenvolupament rural.
- Seguiment i control dels aspectes de seguretat alimentària.
- Control i fiscalització de la despesa pública sota el seu control.
- Regulació de l'agricultura, la pesca i les indústries d'aliments a través de nacionals i dret comunitari europeu.
- Seguiment i control de la sanitat vegetal i el benestar animal i animal.
- Seguiment i direcció dels organismes de l'Estat que participen en les següents àrees:
  - Formació en recerca i assessorament.
  - Desenvolupament i promoció del mercat
  - Regulació i desenvolupament sectorial
  - Activitats comercials
- La prestació directa de serveis de suport a l'agricultura, l'alimentació, la pesca i la silvicultura.

## Llista de caps ministerials
| Director d'Agriculture 1919–1921                                      |                       |                        |                        |        |                     |
| No.                                                                   | Nom                   | Nomenament             | Destitució             | Partit | Partit              |
| 1.                                                                    | Robert Barton         | 2 d'abril de 1919      | 26 d'agost de 1921     |        | Sinn Féin           |
| Secretari d'Agricultura 1921–1922                                     |                       |                        |                        |        |                     |
| No.                                                                   | Nom                   | Nomenament             | Destitució             | Partit | Partit              |
| 2.                                                                    | Art O'Connor          | 26 d'agost de 1921     | 9 de gener de 1922     |        | Sinn Féin           |
| Ministre d'Agricultura 1922–1924                                      |                       |                        |                        |        |                     |
| No.                                                                   | Nom                   | Nomenament             | Destitució             | Partit | Partit              |
| 3.                                                                    | Patrick Hogan         | 11 de gener de 1922    | 2 de juny de 1924      |        | Cumann na nGaedheal |
| Minister de Terres i d'Agricultura 1924–1930                          |                       |                        |                        |        |                     |
| No.                                                                   | Nom                   | Nomenament             | Destitució             | Partit | Partit              |
|                                                                       | Patrick Hogan         | 2 de juny de 1924      | 3 d'abril de 1930      |        | Cumann na nGaedheal |
| Ministre d'Agricultura 1930–1965                                      |                       |                        |                        |        |                     |
| No.                                                                   | Nom                   | Nomenament             | Destitució             | Partit | Partit              |
|                                                                       | Patrick Hogan         | 3 d'abril de 1930      | 9 de març de 1932      |        | Cumann na nGaedheal |
| 4.                                                                    | James Ryan            | 9 de març de 1932      | 21 de gener de 1947    |        | Fianna Fáil         |
| 5.                                                                    | Paddy Smith (1r cop)  | 21 de gener de 1947    | 18 de febrer de 1948   |        | Fianna Fáil         |
| 6.                                                                    | James Dillon (1r cop) | 18 de febrer de 1948   | 13 de juny de 1951     |        | Independent         |
| 7.                                                                    | Thomas Walsh          | 13 de juny de 1951     | 2 de juny de 1954      |        | Fianna Fáil         |
|                                                                       | James Dillon (2n cop) | 2 de juny de 1954      | 20 de març de 1957     |        | Fine Gael           |
| 8.                                                                    | Frank Aiken (1r cop)  | 20 de març de 1957     | 16 de maig de 1957     |        | Fianna Fáil         |
| 9.                                                                    | Seán Moylan           | 16 de maig de 1957     | 16 de novembre de 1957 |        | Fianna Fáil         |
|                                                                       | Frank Aiken (2n cop)  | 16 de novembre de 1957 | 27 de novembre de 1957 |        | Fianna Fáil         |
|                                                                       | Paddy Smith (2n cop)  | 27 de novembre de 1957 | 8 d'octubre de 1964    |        | Fianna Fáil         |
| 10.                                                                   | Charles Haughey       | 8 d'octubre de 1964    | 6 de juliol de 1965    |        | Fianna Fáil         |
| Ministre d'Agricultura i Pesca 1965–1977                              |                       |                        |                        |        |                     |
| No.                                                                   | Nom                   | Nomenament             | Destitució             | Partit | Partit              |
|                                                                       | Charles Haughey       | 6 de juliol de 1965    | 10 de novembre de 1966 |        | Fianna Fáil         |
| 11.                                                                   | Neil Blaney           | 10 de novembre de 1966 | 7 de maig de 1970      |        | Fianna Fáil         |
| 12.                                                                   | Jim Gibbons (1r cop)  | 7 de maig de 1970      | 14 de març de 1973     |        | Fianna Fáil         |
| 13.                                                                   | Mark Clinton          | 14 de març de 1973     | 9 de febrer de 1977    |        | Fine Gael           |
| Ministre d'Agricultura 1977–1987                                      |                       |                        |                        |        |                     |
| No.                                                                   | Nom                   | Nomenament             | Destitució             | Partit | Partit              |
|                                                                       | Mark Clinton          | 9 de febrer de 1977    | 5 de juliol de 1977    |        | Fine Gael           |
|                                                                       | Jim Gibbons (2n cop)  | 5 de juliol de 1977    | 11 de desembre de 1979 |        | Fianna Fáil         |
| 14.                                                                   | Ray MacSharry         | 12 de desembre de 1979 | 30 de juny de 1981     |        | Fianna Fáil         |
| 15.                                                                   | Alan Dukes            | 30 de juny de 1981     | 9 de març de 1982      |        | Fine Gael           |
| 16.                                                                   | Brian Lenihan         | 9 de març de 1982      | 14 de desembre de 1982 |        | Fianna Fáil         |
| 17.                                                                   | Austin Deasy          | 14 de desembre de 1982 | 10 de març de 1987     |        | Fine Gael           |
| 18.                                                                   | Michael O'Kennedy     | 10 de març de 1987     | 31 de març de 1987     |        | Fianna Fáil         |
| Ministre d'Agricultura i Alimentació 1987–1993                        |                       |                        |                        |        |                     |
| No.                                                                   | Nom                   | Nomenament             | Destitució             | Partit | Partit              |
|                                                                       | Michael O'Kennedy     | 31 de març de 1987     | 14 de novembre de 1991 |        | Fianna Fáil         |
| 19.                                                                   | Michael Woods         | 14 de novembre de 1991 | 11 de febrer de 1992   |        | Fianna Fáil         |
| 20.                                                                   | Joe Walsh (1r cop)    | 11 de febrer de 1992   | 21 de gener de 1993    |        | Fianna Fáil         |
| Ministre d'Agricultura, Alimentació i Boscos 1993–1997                |                       |                        |                        |        |                     |
| No.                                                                   | Nom                   | Nomenament             | Destitució             | Partit | Partit              |
|                                                                       | Joe Walsh (1r cop)    | 21 de gener de 1993    | 15 de desembre de 1994 |        | Fianna Fáil         |
| 21.                                                                   | Ivan Yates            | 15 de desembre de 1994 | 26 de juny de 1997     |        | Fine Gael           |
|                                                                       | Joe Walsh (2n cop)    | 26 de juny de 1997     | 12 de juliol de 1997   |        | Fianna Fáil         |
| Ministre d'Agricultura i Alimentació 1997–1999                        |                       |                        |                        |        |                     |
| No.                                                                   | Nom                   | Nomenament             | Destitució             | Partit | Partit              |
|                                                                       | Joe Walsh (2n cop)    | 12 de juliol de 1997   | 27 de setembre de 1999 |        | Fianna Fáil         |
| Ministre d'Agricultura, Alimentació i Desenvolupament Rural 1999–2002 |                       |                        |                        |        |                     |
| No.                                                                   | Nom                   | Nomenament             | Destitució             | Partit | Partit              |
|                                                                       | Joe Walsh (2n cop)    | 29 de setembre de 1999 | 6 de juny de 2002      |        | Fianna Fáil         |
| Ministre d'Agricultura i Alimentació 2002–2007                        |                       |                        |                        |        |                     |
| No.                                                                   | Nom                   | Nomenament             | Destitució             | Partit | Partit              |
|                                                                       | Joe Walsh (2n cop)    | 6 de juny de 2002      | 29 de setembre de 2004 |        | Fianna Fáil         |
| 22.                                                                   | Mary Coughlan         | 29 de setembre de 2004 | 14 de juny de 2007     |        | Fianna Fáil         |
| Ministre d'Agricultura, Pesca i Alimentació 2007–2011                 |                       |                        |                        |        |                     |
| No.                                                                   | Nom                   | Nomenament             | Destitució             | Partit | Partit              |
|                                                                       | Mary Coughlan         | 14 de juny de 2007     | 7 de maig de 2008      |        | Fianna Fáil         |
| 23.                                                                   | Brendan Smith         | 7 de maig de 2008      | 9 de març de 2011      |        | Fianna Fáil         |
| Ministre d'Agricultura, Alimentació i Medi Marí 2011–present          |                       |                        |                        |        |                     |
| No.                                                                   | Nom                   | Nomenament             | Destitució             | Partit | Partit              |
| 24.                                                                   | Simon Coveney         | 9 de març de 2011      | en el càrrec           |        | Fine Gael           |